# Ebony Bones
Ebony Bones er en britisk sanger og sangskriver, pladeproducer og skuespillerinde. Hun er primært kendt for sit debutalbum Bone Of My Bones, som hun selv skrev og producerede. Albummet udkom i 2009. 

## Skuespillerkarriere
Ebony Bones gik på Londons Sylvia Young Theatre School i klasse sammen med Amy Winehouse. Hun begyndte sin skuespillerkarriere som 12-årig, hvor  hun blev opdaget af  Mark Rylance, der brugte hende i sin opsætning af Macbeth. Hun blev nomineret til en pris ved The British Soap Awards i 2004 og 2005 for rollen som Yasmin Green i tv-serien Family Affairs.

## Musikerkarriere
Ebony Bones begyndte sin karriere med annonymt at lægge musik op på en blank MySpace-side. Hendes trommeslager  Rat Scabies (ex-The Damned) gav hende navnet 'Ebony Bones!' som hun begyndte at optræde under. Hendes single "We Know All About U" fik airplay på BBC og blev benævnt "The Hottest Record In The World Today" og blev "Single Of The Week" på  BBC Radio 1, og blev den mest spillede single af en artist uden pladekontrakt. Debutalbummet Bone Of My Bones blev udgivet i 2009 og indeholdt "W.A.R.R.I.O.R" og "Guess We'll Always Have NY", der senere blev brugt i reklamer for Yves Saint Laurent, EA Sports' FIFA 2011 soundtrack, og en kontroversiel Citroën bilreklame med medvirken af afdøde John Lennon.
Hendes specielle fremtoning og tøjstil har medført, at hun er blevet fotograferet til bl.a. The New York Times af Jean-Baptiste Mondino og er blevet portrætteret i Rolling Stone, Vogue,  NME, Q, The Guardian, The Observer, i-D, and Entertainment Weekly, og har været på forsiden af det franske livsstilsmagasin Télérama (3 gange) samt en række tilsvarende magasiner i Tyskland og Japan.
Hun har optrådt live ved Primavera Sound (2009), The Shanghai World Trade Show Expo 2010, ved Central Park SummerStage i New York City, og i Grand Palais i Paris. I 2011 optrådte hun ved Cannes Film Festival.

## Diskografi
- Bone of My Bones (2009)
- Behold, a Pale Horse (2013)
- Nephilim (2018)